# 科勒照明
科勒照明（英語：Köhler illumination），是一种用于投射式和反射式光学显微镜產生樣本照明的方式。科勒照明的作用是产生一种非常均匀的样本照明，保证照明光源的影像（例如卤素灯灯丝）在结果影像中不可见。科勒照明是现代科学光學显微镜样本照明的主要技术。其需要較昂貴的額外光学元件，价格较低的基本功能光學显微镜不一定配备。

## 背景

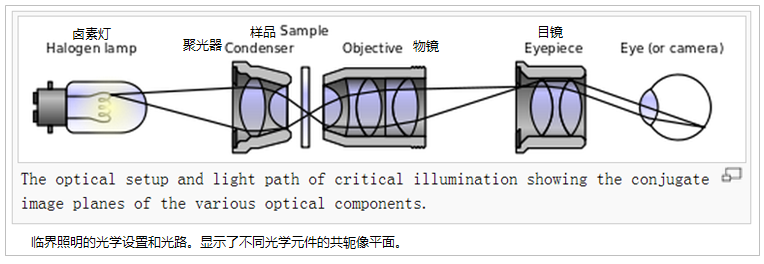
临界照明

在其之前，临界照明是主要的照明方式，临界照明的缺点是光照不均，光源的影像在成像中可见。
為了應付這種限制，德国教授奥古斯特·科勒发明了一种利用光源完全散焦影像照射样本的新型照明方法。

## 光学原理

科勒照明光学裝置和光路徑显示各种光学元件的共轭像平面。

科勒照明确保光源的影像在样本平面上是散焦的，在光路徑图中可看出光是平行穿过样本的。
科勒照明需要運用一些光学元件：
1. 集光透镜和/或场透镜
2. 場光圈
3. 聚光光圈
4. 聚光镜

这些元件按照列出的顺利分布在光源和样品之间。集光透镜和/或场透镜作用是收集光源的光线，并使其在视场光圈平面聚焦。集光透镜的作用只是投射光线，而不进行聚焦。这种照明方式建立了两套共轭像平面，一个是光源的像平面，一个是样本的像平面。
这两套像平面在以下点上：
光源的像平面：
- 灯丝
- 集光器光圈
- 物镜后焦面
- 視点

样本像平面：
- 场光圈
- 样本
- 中间影像平面（目镜图）
- 视网膜或像机感測器

## 优点
最大优点是均匀的样本照明。对其它進階的照明技術如相差與微分干涉差顯微術也是至关重要的。

## 参看
- 光学显微镜

采用科勒照明为基础的光学显微技术：
- 相衬显微技术